# Муйоколо, Лорис
Лорис Муйоколо (фр. Loris Mouyokolo; род. 22 мая 2001, Дранси) — французский футболист, защитник клуба «Лорьян».

## Клубная карьера
Муйоколо — воспитанник клуба «Лорьян». 16 декабря 2020 года в матче против «Пари-Сан Жермен» он дебютировал в Лиге 1.
В январе 2022 года на правах аренды перешёл в клуб «Бурк-ан-Брес — Перонна». 4 февраля в поединке против «Авранша» Лорис дебютировал во французском Насьональ. По окончании арендного соглашения, был отдан в аренду клубу «Родез». 13 августа в матче против «Нима» защитник дебютировал за новый клуб.